# エンタープライズポータル
エンタープライズポータル（英: enterprise portal、enterprise information portal、EIP）は、より一般的なウェブポータルと同様の方法で、組織の境界を越えて情報、人、およびプロセスを統合するためのフレームワークである。エンタープライズポータルは、安全な統合アクセスポイントを提供し多くの場合ウェブベースのユーザインタフェースであり、アプリケーション固有のポートレットを介して情報を集約およびパーソナライズできる。
エンタープライズポータルの特徴の1つは、分散型のコンテンツ提供とコンテンツ管理にある。これにより、情報が常に最新の状態に保たれる。また、もうひとつの特徴は、組織の境界を越えて顧客や取引先にも対応していることである。 これは、組織内のユーザー向けのみに構成された企業ポータル (英: corporate portal)とは対照的である。

## 歴史
1990年代半ばには、パブリックウェブポータルが登場した。個人ユーザーがブラウザーを開いてインターネットにつながった時に最初に表示されるこれらのサイトは、ニュース、電子メール、天気、株価、検索など、サイト内で掲載している情報をポートレットで一覧表示することができた。
やがて、企業でも、組織内ユーザーがパソコンを開いてイントラネットに繋がった時に最初に表示されるページで、同様にさまざまな組織内の情報とアプリケーションを表示するニーズが高まった。その多くはウェブベースの技術を使った。 
1990年代後半までに、ソフトウェアベンダーはエンタープライズポータルのパッケージ開発を開始した。これらのパッケージソフトウェアは、それぞれの企業向けにカスタマイズされたエンタープライズポータルを迅速に開発、展開するためのツールキットである。商用ソフトウェアを販売する最初のポータルソフトウェアベンダーは、1998年に登場した。 2002年までに、アプリケーションサーバベンダーからの競合製品が市場に参入し、ポータルはアプリケーションサーバー技術のコモディティ化を食い止める機会と見なされた。 2003年、 Javaベースのエンタープライズポータルのベンダーは、JSR-168として知られる標準を策定した。これはエンタープライズポータルとポートレット間の相互運用性のためのAPIを決めるものである。ソフトウェアベンダーは、JSR-168準拠のエンタープライズポータルに展開できるJSR-168準拠のポートレットの作成を開始した。標準の第2版であるJSR-286は、2008年6月12日に最終リリースされた。
企業は、アーキテクチャフレームワーク、コンポーネントライブラリ、標準化されたプロジェクトメソッドを再利用しながら、事業構造、対象ユーザー、戦略に応じて、必要に応じて複数のエンタープライズポータルを利用する。（例： B2E、B2C、B2B、B2Gなど）

## 従業員ポータル
Forrester Research, Inc. が2006年に実施した調査によると、大企業の46％が従業員ポータルと呼ばれるポータルを使用していた。従業員ポータルは、エンタープライズポータルの一種であり、従業員にパーソナライズされた情報、リソース、アプリケーション、およびeコマースへのインターフェイスを提供する。 

## リーンポータル
2009年、ガートナーはポータルレスポータル、または「リーンポータル」の概念を導入した。リーンポータルは、展開と保守が非常に困難になった過去15年間の従来のポータルに代わるものを提供するとした。従来のポータルは、ビジネスにとって必ずしも費用効果が高いとは限らない機能で肥大化していた。そのため、従来のモデルでは、必要な結果を提供できず不要な機能のために費用が上ってしまうため、ポータルへの投資を検討している企業にとって悩ましい課題であった。対照的に、リーンポータルは軽量で展開が簡単である。これは、AJAX、ウィジェット、Representational State Transfer（REST）、WOA/SOAアプローチなどの、最新のWeb2.0テクノロジーを使用して構築される。 ガートナーによると、リーンポータルを選択した組織は、セキュリティや高度な統合要件を損なうことなく、リリースから数か月以内に必要な機能の80％以上を提供できているとしている。 

## 基本的な機能
エンタープライズポータルには、インテグレーションとプレゼンテーションという2つの主要な機能がある。 複数のさまざまなソースからの情報にアクセスし、ポータルを通じてそれらの情報を操作できる必要がある。
その他の一般的な機能は次の通りである。
- シングルサインオン - エンタープライズポータルは、ユーザーと他のさまざまなシステムとの間でシングルサインオン機能を提供する。ユーザーは最初の1回だけ認証すれば、後の認証は不要になる。
- インテグレーション - 複数のシステムからの機能とデータを新しいコンポーネント/ポートレット/ Webパーツに接続し、これらのコンポーネント間のナビゲーションを統合する。
- フェデレーション - 通常はWSRPなどの技術を使い、他のポータルが提供するコンテンツを統合する。
- カスタマイズ - ユーザーは自分の趣味嗜好にあわせて環境のルックアンドフィールをカスタマイズできる。エンタープライズポータルを利用する顧客は、独自の見た目のウェブサイトを編集、設計できる。また、好みの特定のコンテンツやサービスを選択することもできる。また、ユーザーの属性と利用可能なコンテンツのメタデータに基づいて、最も適切なコンテンツに優先順位を付ける機能のことも指す。
- パーソナライズ - ユーザーは、ユーザープロファイルに合わせてあらかじめ設定されたルールを通じて、必要なサービスやコンテンツをマッチングできる。カスタマイズとの違いは、カスタマイズはエンドユーザーの手に委ねられているが、パーソナライズは役割や職務に基づいてあらかじめ決められていることである。
- アクセス制御 - ユーザーがアクセスできる特定のタイプのコンテンツとサービスを、ポータルが制限する機能のこと。たとえば、会社の機密情報には、会社の従業員のみアクセス許可をすることができる。このアクセス権は、ポータル管理者が設定、またはプロビジョニングプロセス内で行われる。アクセス制御リストは、ポータルユーザー単位でポータルコンテンツとサービス間のマッピングを管理する。
- エンタープライズ検索 - エンタープライズ検索を使用してエンタープライズコンテンツを検索できる。
- オムニチャネルの有効化 - すべてのチャネルとデバイスでページを最適に表示する[7]。
- 分析 - ポータルページでのユーザーの行動（ナビゲーション、クリック、ダウンロード、ページ終了など）を追跡、監視し、レポートを生成できる。

## 市場
2014年、独立系調査会社のReal Story Groupは、エンタープライズポータルテクノロジー市場をインフラストラクチャベンダーとスペシャリストベンダーの2つのカテゴリに分類した。  2つのカテゴリには、企業がエンタープライズポータルレポートで評価する10のベンダーが含まれている。 

## 一般的なアプリケーション
- コンテンツ管理システム
- 文書管理システム
- グループウェア
- ビジネスプロセス管理システム
- 顧客関係管理
- ビジネスインテリジェンス
- イントラネット
- ウィキ
- ブログ
- RSS
- ナレッジマネジメントシステム